# Tipula (Lunatipula) macquarti macquarti
Tipula (Lunatipula) macquarti macquarti is een ondersoort van de tweevleugelige Tipula (Lunatipula) macquarti uit de familie langpootmuggen (Tipulidae). De ondersoort komt voor in het Palearctisch gebied.